# Hauptreihe
Die Hauptreihe wird in der Astronomie durch die Sterne gebildet, die ihre Strahlungsenergie durch Wasserstoffbrennen im Kern freisetzen. Der Name kommt daher, dass die Mehrheit aller beobachteten Sterne solche Sterne sind und im Hertzsprung-Russell-Diagramm (HRD) und ähnlichen Diagrammen eine dicht bevölkerte Linie bilden. Ein Stern verbleibt während der längsten Zeit seiner Entwicklung auf der Hauptreihe. Zu Beginn des Wasserstoffbrennens befindet sich der Stern auf der Nullalter-Hauptreihe (zero age main sequence, ZAMS) und wandert im Laufe des Wasserstoffbrennens zur Endalter-Hauptreihe (terminal age main sequence, TAMS), die er bei Erschöpfung des Wasserstoffvorrates im Kern mit zunehmender Entwicklungsgeschwindigkeit verlässt. Die Hauptreihe bildet den Bezug für die Einteilung der Sterne in Leuchtkraftklassen.

## Details

Schematischer Vergleich der Spektralklassen O–M für Hauptreihensterne

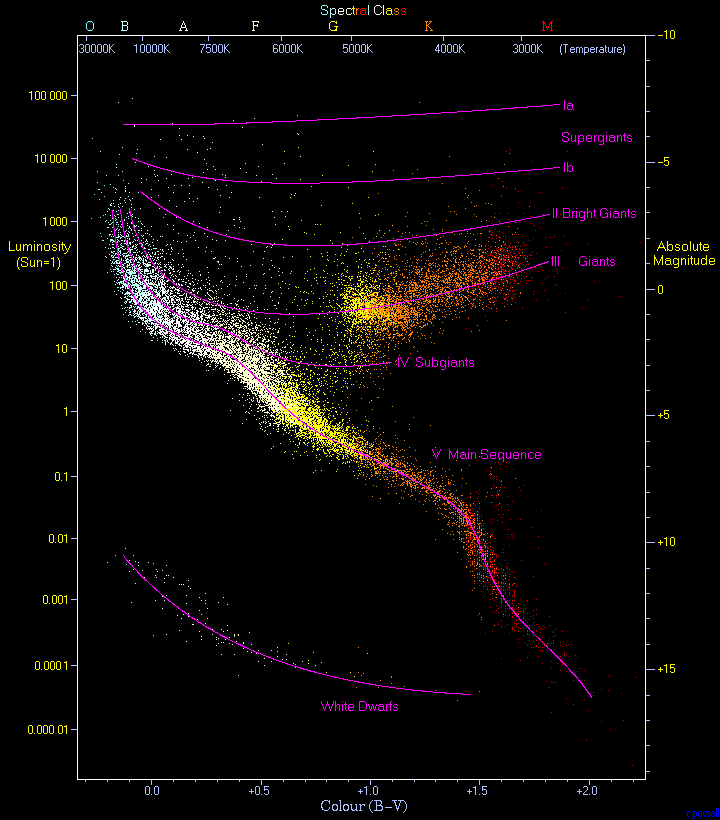
Farben-Helligkeits-Diagramm der Sterne des Hipparcos-Katalog. Die von links oben nach rechts unten verlaufende Hauptreihe verbreitert sich bei den „frühen“ Typen.

Die Hauptreihe ist als solche erkennbar, weil Sterne sich die längste Zeit ihres Lebens (während des Wasserstoffbrennens im Kern) in einem stabilen Gleichgewicht befinden. Die im Kern des Sterns freigesetzte Fusionsenergie wird kontinuierlich nach außen transportiert, bis sie schließlich an der Sternoberfläche abgestrahlt wird, siehe Sternaufbau.
Der Gleichgewichtszustand in dieser sogenannten Hauptreihenphase hängt kaum von der chemischen Zusammensetzung ab, die schon bei der Sternentstehung unterschiedlich sein kann und sich im Laufe des Wasserstoffbrennens verändert, sehr empfindlich jedoch von der Masse des Sterns. Die Masse beeinflusst die beiden leicht beobachtbaren Zustandsgrößen Oberflächentemperatur und Helligkeit in gleichem Sinne. Dadurch erstreckt sich die Hauptreihe im Hertzsprung-Russell-Diagramm und ähnlichen Diagrammen diagonal von hell und blau (heiß) links oben nach leuchtschwach und rot (kühl) rechts unten. Dabei variiert die Oberflächentemperatur nur über gut eine Größenordnung, die Helligkeit jedoch über mehr als sieben Größenordnungen. Das liegt einerseits daran, dass die Strahlungsdichte mit der vierten Potenz der Temperatur zunimmt, andererseits nimmt auch der Radius und damit die strahlende Oberfläche mit der Leuchtkraft zu.
Alle Sterne bewegen sich während ihrer Hauptreihenphase im HR-Diagramm im Verlauf ihrer Entwicklung weg von der Hauptreihe und werden kontinuierlich heller. Der genaue Entwicklungspfad hängt dabei von den Fusionsprozessen im Kern ab: Sterne mit anfänglich >1,3 Sonnenmassen haben konvektive Kerne, das Wasserstoffbrennen (hier im Bethe-Weizsäcker-Zyklus) endet wegen der ständigen Durchmischung im Kern daher schlagartig, diese kühlen sich während der Hauptreihenphase ab und dehnen sich deutlich aus, während der Kern mit der Anreicherung von Helium schrumpft. Das gibt der Hauptreihe in den Spektralklassen O und B auch die enorme Breite. Sterne mit weniger als 1,12 Sonnenmassen haben dagegen radiative Kerne, es findet keine Durchmischung statt. Die Kernregionen „brennen“ bei der Proton-Proton-Reaktion daher langsam von innen – da sind die Bedingungen für die Kernfusion am günstigsten – nach außen aus. Solche Sterne behalten während der Hauptreihenphase annähernd ihren Durchmesser und steigern ihre Leuchtkraft über die Erhöhung der Oberflächentemperatur. Sterne zwischen 1,12 und 1,3 Sonnenmassen wechseln während der Entwicklung von der radiativen in eine konvektive Kernzone (wenn infolge der ständig steigenden Kerntemperatur der CNO-Zyklus effektiver wird), was auch den Wechsel des Entwicklungspfades nach sich zieht. Beim Erlöschen des Wasserstoff-Kernbrennens und dem Einsetzen des Schalenbrennens verlassen die Sterne die Hauptreihe mit zunehmender Geschwindigkeit nach rechts oben und werden zu Roten Riesen, Hellen Riesen oder Überriesen.
Charakteristisch für Sterne, die ihre Hauptreihenentwicklung mit dem CNO-Zyklus beenden, ist der „blaue Haken“: Diese Sterne wandern nach dem schlagartigen Erlöschen der Kernfusion im Zentrum kurz zurück in Richtung Hauptreihe – werden also wieder kleiner und heißer, bevor diese die Entwicklung zum Riesen oder Überriesen antreten. Der Grund ist, dass nach dem Erschöpfen des Wasserstoffs im Kern der Stern nur noch seine Gravitation als Energiequelle nutzen kann und erst nach einer gewissen Kontraktion die unteren Teile der noch wasserstoffreichen Hülle die Bedingungen für das Einsetzen des Schalenbrennens erreichen. Bei Sternen, die ihre Hauptreihenphase mit der p-p-Kette beenden, ist ab einem gewissen Alter der Wasserstoff zuerst in der inneren Kernregion verbraucht (bei der Sonne im Alter von 9 Mrd. Jahren). Dabei baut sich im weiteren Verlauf der Entwicklung ein isothermer Heliumkern auf, der bis zum Erreichen von 0,1 Sonnenmassen stabil bleibt (also nicht entartet ist). Erst mit dieser Entwicklung kühlen auch diese Sterne ab und dehnen sich deutlich aus, bleiben aber noch auf der Hauptreihe bis zu diesem Punkt (die Sonne wäre dann 10,7 Mrd. Jahre alt). Hier passiert der Übergang vom Kernbrennen ins Schalenbrennen also kontinuierlich.
Die Hauptreihe kann jedoch in späteren Stadien, zum Beispiel auf dem Entwicklungsweg zum Weißen Zwerg, durchquert werden, wobei die Sterne dabei natürlich nicht mehr die Eigenschaften von typischen Hauptreihensternen annehmen. Die Lage eines Sterns im HR-Diagramm relativ zur Hauptreihe wird als Leuchtkraftklasse angegeben, wobei die Hauptreihe die Leuchtkraftklasse V besetzt. Unterhalb der Hauptreihe liegen die Klassen VI und VII, oberhalb Klassen bis 0 (Hyperriesen).
Die Hauptreihe hat an ihrem heißen Ende, bei den Spektralklassen O und B, eine größere Dicke und umfasst dort auch die Leuchtkraftklassen IV und III. Dies hängt damit zusammen, dass die dortigen massereichen Sterne eine nicht-konvektive äußere Hülle haben, sodass die Metallizität über die Opazität einen größeren Einfluss auf den Energietransport hat. Zudem haben massereiche Sterne eine viel geringere Lebensdauer, sodass ein größerer Teil von ihnen kurz vor dem Übergang zum Stadium eines Riesensterns steht.
Die Hauptreihensterne am kühlen Ende der Hauptreihe mit Spektralklasse M sind dagegen sämtlich jugendlich, da sie ihren Wasserstoff sehr langsam verbrauchen. Anders als die wenigen roten Punkte im Farben-Helligkeits-Diagramm rechts vermuten lassen, sind sie sehr viel zahlreicher als die heißen Sterne (bloß nicht so weit sichtbar) und dominieren mit ihrer großen Zahl den Durchschnittswert der Sternenmasse, der bei ungefähr 0,6 Sonnenmassen (M☉) liegt, was der Spektralklasse K entspricht. Dabei befindet sich die Sonne auf der Hauptreihe etwas rechts unterhalb der Mitte.
Die Unterteilung der Hauptreihensterne findet im Allgemeinen nach der ZAMS-Masse statt und richtet sich nach verschiedenen Eigenschaften des Sterninneren oder der Sternentwicklung. Welche Einteilung jeweils gewählt wird, hängt vom Zweck ab. Die Unterteilung in einen „unteren“ und „oberen“ Bereich basiert auf den Prozessen, durch die in Sternen Energie freigesetzt wird. Sterne unterhalb 1,3 M☉ verschmelzen Wasserstoffatome zu Helium (Proton-Proton-Kette). Oberhalb dieser Masse (in der oberen Hauptreihe) dominiert der CNO-Zyklus (Bethe-Weizsäcker-Zyklus). Eine andere Unterteilung in „hohe“, „mittlere“ und „niedrige“ Massen basiert auf den Energietransportmechanismen innerhalb des Sterns: Sterne niedriger Masse (<0,35 M☉) sind vollkonvektiv, Sterne mittlerer Masse (0,35–1,3 M☉) haben eine radiative Strahlungstransportzone im Kern und eine konvektive Hülle, massereiche Sterne (> 1,3 M☉) haben einen konvektiven Kern und eine radiative Hülle. Alternativ kann man zwischen „hohen“ und „mittleren“ Massen eine Grenze von etwa 10 M☉ ansetzen, da sich Sterne höherer ZAMS-Masse im Allgemeinen zu einer Supernova entwickeln, solche niedrigerer Masse dagegen zu Weißen Zwergen, wobei zwischen mittlerer und niedriger Masse bei etwa 0,7 M☉ unterschieden wird, ob der Stern das Heliumbrennen erreicht oder nicht. In Doppelsternsystemen kann die Entwicklung vor allem wegen Massentransfer zwischen den Komponenten anders verlaufen.

## Geschichte
Der dänische Astronom Ejnar Hertzsprung entdeckte 1906 in Potsdam, dass die rötlichsten Sterne – klassifiziert als K- und M-Sterne – in zwei verschiedene Gruppen unterteilt werden können. Diese Sterne sind entweder sehr viel heller als die Sonne oder viel schwächer. Um diese Gruppen zu unterscheiden, nannte er sie „Riesen“ und „Zwerge“. Im folgenden Jahr begann er mit der Untersuchung von Sternhaufen, großen Gruppierungen von Sternen, die alle ungefähr in derselben Entfernung liegen. Er veröffentlichte erste Diagramme, die die Farbe mit der Leuchtkraft dieser Sterne verglichen. Diese Diagramme zeigten eine herausragende, kontinuierliche Reihe von Sternen, die er Hauptreihe nannte.
An der Princeton University verfolgte Henry Norris Russell eine ähnliche Idee. Er untersuchte die Beziehung zwischen der spektralen Klassifikation von Sternen und ihrer absoluten Helligkeit, d. h. der Helligkeit unabhängig von der Entfernung. Zu diesem Zweck benutzte er eine Auswahl von Sternen, die verlässliche Parallaxen haben und die bereits in Harvard kategorisiert wurden. Nachdem er die Spektraltypen dieser Sterne gegen ihre absolute Helligkeit aufgezeichnet hatte, fand er, dass die Zwergsterne einer deutlichen Beziehung folgten. Dies erlaubte es, die wahre Helligkeit eines Zwergsterns mit hinreichender Genauigkeit vorherzusagen.
Bei den roten Sternen, die von Hertzsprung beobachtet wurden, folgten die roten Zwergsterne der Spektral-Leuchtkraft-Beziehung von Russell. Die Riesensterne waren jedoch viel heller als die Zwerge und unterlagen demzufolge nicht der gleichen Beziehung. Russell schlug vor, dass die „Riesensterne eine niedrige Dichte oder eine große Oberflächenleuchtkraft haben müssen, und das Gegenteil gilt für die Zwergsterne“. Die gleiche Kurve zeigte, dass es sehr wenige weiße schwache Sterne gibt.
1933 führte Bengt Strömgren den Begriff Hertzsprung-Russell-Diagramm ein, um ein Spektral-Leuchtkraft-Diagramm zu bezeichnen. Dieser Name spiegelt die parallele Entwicklung dieser Technik von Hertzsprung und Russell Anfang des Jahrhunderts wider.
Als Entwicklungsmodelle von Sternen während der 1930er Jahre entwickelt wurden, zeigte sich für Sterne mit einheitlicher chemischer Zusammensetzung eine Beziehung zwischen der Masse des Sterns einerseits und seiner Leuchtkraft und seinem Radius andererseits. Das heißt, sobald die Masse und Zusammensetzung eines Sterns bekannt ist, können der Radius und die Leuchtkraft berechnet werden. Diese Beziehung wurde bekannt als das Vogt-Russell-Theorem, benannt nach Heinrich Vogt und Henry Norris Russell. (Im Nachhinein wurde entdeckt, dass dieses Theorem nicht für Sterne mit ungleichmäßiger Zusammensetzung gilt.)
Ein verfeinertes Schema für die stellare Einstufung wurde 1943 von William Wilson Morgan und Philip C. Keenan veröffentlicht. Die MK-Klassifizierung ordnete jedem Stern einen Spektraltyp – basierend auf der Harvard-Klassifikation – und neu eine Leuchtklasse zu. Die Spektraltypen der Sequenz folgten absteigenden Temperaturen mit Farben von Blau bis Rot. Diese wurden aus historischen Gründen mit O, B, A, F, G, K und M bezeichnet. Die Leuchtkraftklassen reichten von I bis V geordnet nach fallender Leuchtkraft. Sterne der Leuchtkraftklasse V gehörten zur Hauptreihe.

## Merkmale
Hauptreihensterne wurden durch Sternmodelle ausgiebig untersucht, so dass ihre Entstehung und Entwicklungsgeschichte relativ gut verstanden sind. Die Position von Sternen auf der Hauptreihe liefert Informationen über ihre physikalischen Eigenschaften.
Die Temperatur eines Sterns kann näherungsweise bestimmt werden, indem man ihn als einen idealen Strahler behandelt, einen Schwarzen Körper. In diesem Fall sind die Leuchtkraft L und der Radius R abhängig von der Temperatur T durch das Stefan-Boltzmann-Gesetz:
{\displaystyle L=4\pi \sigma R^{2}T^{4}}
wobei σ die Stefan–Boltzmann-Konstante ist. Die Temperatur und Zusammensetzung der Photosphäre eines Sterns bestimmt die Energieabstrahlung in unterschiedlichen Wellenlängen. Der Farbindex oder B − V misst die Differenz in diesen Energie-Emissionen mit Hilfe von Filtern, welche die scheinbare Helligkeit des Sterns im blauen (B) und grün-gelben (V) Licht messen. (Durch Messung dieser Differenz entfällt die Notwendigkeit, die Helligkeit anhand der Entfernung zu korrigieren.) Dadurch kann die Position des Sterns im HR-Diagramm benutzt werden, um Radius und Temperatur abzuschätzen. Da die Temperatur auch die physikalischen Eigenschaften des Plasmas in der Photosphäre ändert, bestimmt die Temperatur ebenso den Spektraltyp.

### Entstehung
Sobald sich ein Protostern aus dem Zusammenbruch einer riesigen molekularen Wolke aus Gas und Staub im lokalen interstellaren Medium bildet, ist seine ursprüngliche Zusammensetzung homogen und besteht aus 70 % Wasserstoff, 28 % Helium und Spuren anderer Elemente. Während dieses ersten Kollapses erzeugt der Vor-Hauptreihenstern Energie durch gravitative Kontraktion. Beim Erreichen einer geeigneten Dichte beginnt im Kern die Energieproduktion durch einen exothermen Prozess (Kernfusion, Wasserstoffbrennen), bei dem Wasserstoff in Helium umgewandelt wird.
Sobald die Kernfusion von Wasserstoff der beherrschende Energieproduktionsprozess wird und die überschüssige Energie aus der gravitativen Kontraktion verschwunden ist, erreicht der Stern eine Kurve im Hertzsprung-Russell-Diagramm, die Hauptreihe. Astronomen bezeichnen dieses Stadium manchmal als Nullalter-Hauptreihe („Zero age main sequence“, ZAMS). Diese Kurve wurde durch Computermodelle errechnet (ab dem Zeitpunkt, ab dem ein Stern mit der Heliumproduktion beginnt); seine Helligkeit und seine Oberflächentemperatur erhöhen sich üblicherweise mit dem Alter von diesem Zeitpunkt an.
Diese Phase ist die längste in einem Sternenleben; alle weiteren Phasen – das Heliumbrennen, das Kohlenstoffbrennen und ggf. weitere Phasen –  laufen sehr viel schneller ab. Ab dann beginnt er sich zu einem leuchtkräftigeren Stern zu entwickeln (Im HR-Diagramm wandert der sich entwickelnde Stern nach oben und rechts der Hauptreihe). Damit stellt die Hauptreihe das Stadium des primären Wasserstoff-Brennens eines Sternenlebens dar.
Die Mehrheit der Sterne eines typischen HR-Diagramms liegen entlang der Hauptreihen-Linie. Diese Linie ist deshalb so ausgeprägt, weil der Spektraltyp und die Leuchtkraft nur von der Sternmasse abhängen, solange im Kern Wasserstoff fusioniert wird – und dies tun fast alle Sterne die meiste Zeit ihres „aktiven“ Lebens. Die Sterne der Hauptreihe werden Zwergsterne genannt. Dies nicht deshalb, weil sie ungewöhnlich klein wären, sondern weil sie kleiner im Durchmesser und weniger leuchtkräftig sind als der andere Haupttypus von Sternen, die Riesen. Weiße Zwerge sind eine andere Sternart, die kleiner sind als die Sterne der Hauptreihe – ungefähr die Größe der Erde. Sie repräsentieren das Endstadium von vielen Sternen der Hauptreihe.

### Kernfusion

Relative Energieproduktion für den Proton-Proton- (PP), CNO- und Triple-α-Fusionsprozesse in Abhängigkeit von der Temperatur. Bei Temperaturen wie im Kern der Sonne ist der pp-Prozess dominant.

Alle Hauptreihensterne haben eine Kernregion, in der durch Kernfusion Energie freigesetzt wird. Die Temperatur und Dichte dieses Kerns sind in dieser Höhe notwendig, um eine Kernfusionsrate zu unterhalten, um den Rest des Sterns zu stützen. Eine Reduktion der Energiefreisetzung würde dazu führen, dass sich die darüberliegenden Masse zusammenzieht, und Temperatur und Druck für die Kernfusion würden wieder erhöht. Ebenso würde eine Erhöhung der Energieproduktion dazu führen, dass der Stern expandiert und der Druck auf den Kern nachlässt. So bildet der Stern ein selbstregulierendes System im hydrostatischen Gleichgewicht, welches während der gesamten Hauptreihenzeit stabil ist.
Astronomen teilen die Hauptreihe in einen oberen und unteren Bereich, basierend auf dem Typ der Fusionsprozesse im Kern. Sterne im oberen Teil der Hauptreihe haben genügend Masse für den CNO-Zyklus, um Wasserstoff in Helium umzuwandeln. Dieser Prozess benutzt Kohlenstoff, Stickstoff und Sauerstoff als Katalysatoren im Fusionsprozess. Im unteren Teil der Hauptreihe entsteht die Energie als Resultat der Proton-Proton-Kette, bei der Wasserstoff direkt in Helium verschmolzen wird.
Bei einer Kerntemperatur von etwa 18 Millionen Kelvin sind beide Fusionsprozesse bei etwa solarem Anteil schwerer Elemente gleich effizient. Dies ist die Kerntemperatur eines Sterns mit 1,3facher Sonnenmasse. Deshalb besteht der obere Teil der Hauptreihe aus Sternen oberhalb dieser Masse. Da die Leuchtkraft eines Sterns wesentlich schneller als die Masse und damit sein Gravitationspotential ansteigt, gibt es eine maximal mögliche Masse für Sterne, bei der er gerade noch im Gleichgewicht zwischen Strahlungsdruck und Gravitation steht. Ein höherer Anteil schwerer Elemente sorgt dabei in der Sternatmosphäre für höhere Opazität (die Strahlung kommt wegen der Streuung an vielen Elektronen schlechter hindurch, als bei einem reinen Gemisch aus Wasserstoff und Helium), für solche Sterne gelten daher niedrigere Massengrenzen. Die obere Massengrenze für Hauptreihensterne wird bei 120–200 Sonnenmassen erwartet. Die untere Grenze für eine anhaltende Kernfusion liegt bei etwa 0,08 Sonnenmassen.

### Struktur

Dieses Diagramm zeigt einen Querschnitt durch einen sonnenähnlichen Stern.

Durch die Temperaturdifferenz zwischen Kern und der Oberfläche wird die Energie nach außen transportiert. Die Energie wird entweder durch Konvektion oder durch Strahlung transportiert. Eine Strahlungszone, in der die Energie durch Strahlung transportiert wird, ist gegen Konvektion stabil und das Plasma wird dort wenig durchmischt. In der Konvektionszone wird die Energie jedoch durch Massentransport von Plasma verteilt, indem heißeres Material aufsteigt und kälteres Material absinkt. Konvektion ist ein effizienterer Modus als Strahlung, um Energie zu transportieren, wird jedoch nur unter Bedingungen auftreten, bei denen ein steiler Temperaturgradient auftritt oder das Plasma sehr opak (=strahlungsundurchlässig) ist.
In massereichen Sternen ist die Rate der Energieproduktion durch den CNO-Zyklus gegenüber der Temperatur sehr empfindlich, so dass sich die Fusion sehr stark im Kern konzentriert. Folglich besteht ein hohes Temperaturgefälle im Kern, wodurch eine Konvektionszone für einen besseren Energietransport entsteht. Die Vermischung von Material um den Kern infolge der Konvektion lässt den Wasserstoffgehalt in der gesamten Kernregion gleichmäßig sinken – im Gegensatz zu Sternen mit p-p-Zyklus, bei denen die Kernregion am Ende der Hauptreihenphase von innen nach außen langsam ausbrennt. Die äußeren Regionen massereicher Sterne transportieren Energie durch Strahlung ohne Konvektion.
Klasse A-Sterne mittlerer Masse wie Sirius besitzen einen konvektiven Kern und transportieren die Energie in der Hülle vollständig durch Strahlung. Sterne mit durchschnittlicher Größe und kleiner Masse wie die Sonne haben eine Kernregion, die stabil ist gegen Konvektion, und eine umgebende Konvektionszone nahe der Oberfläche. Dadurch entsteht eine gute Vermischung der äußeren Schichten, aber auch eine weniger effiziente Verbrennung von Wasserstoff im Stern. Das mögliche Resultat ist der Aufbau eines heliumreichen Kerns, der von einer wasserstoffreichen Region umgeben ist. Im Gegensatz hierzu sind kalte und massearme Sterne vollständig konvektiv. Das im Kern produzierte Helium wird im ganzen Stern verteilt, dadurch entsteht eine relativ einheitliche Atmosphäre.

### Änderungen der Farbe und Helligkeit
Weil sich nicht fusionsfähige Helium-„Asche“ im Kern ansammelt, führt die Verminderung des Wasserstoffs pro Masseeinheit zu einer allmählichen Senkung der Rate der Kernfusion innerhalb dieser Masse. Zum Ausgleich erhöhen sich die Kerntemperatur und der Druck langsam, welches eine Erhöhung der Gesamt-Fusionsrate bewirkt. Dies führt zu einer stetigen Zunahme der Leuchtkraft des Sterns im Laufe der Zeit. So war zum Beispiel die Leuchtkraft der jungen Sonne nur bei ca. 70 % ihres heutigen Wertes. Der Leuchtkraftzuwachs ändert die Position des Sterns im HR-Diagramm, was dazu führt, dass sich das Hauptreihenband verbreitert, da die Sterne in unterschiedlichen Stadien ihres Lebens beobachtet werden. Die Sterne in der Hauptreihe liegen nicht auf einer engen Kurve im HR-Diagramm. Dies liegt hauptsächlich an Beobachtungsungenauigkeiten, die die Entfernungsbestimmung des Sterns beeinflussen, und an der Übernahme von unaufgelösten Doppelsternen. Jedoch würden auch perfekte Beobachtungen zu einer verbreiterten Hauptreihe führen, da die Masse nicht der einzige Parameter eines Sterns ist.
Zusätzlich zu Variationen der chemischen Zusammensetzung – wegen der initialen Häufigkeiten und des Entwicklungsstadiums des Sterns – kann das Vorhandensein eines nahen Begleitsterns, einer schnellen Rotation oder eines stellaren Magnetfeldes dazu führen, dass sich ein Stern auf der Hauptreihe bewegt, um nur einige Faktoren zu nennen.
Es gibt zum Beispiel Sterne mit einer sehr niedrigen Häufigkeit von Elementen mit höherer Atommasse als Helium – bekannt als metallarme Sterne –, die leicht unterhalb der Hauptreihe liegen. Diese Unterzwerge verschmelzen Wasserstoff in ihrem Kern und markieren so die untere Grenze der verbreiterten Hauptreihe aufgrund der chemischen Zusammensetzung.
Eine fast senkrechte Region des HR-Diagramms ist bekannt als Instabilitätsstreifen und wird besetzt von pulsierenden veränderlichen Sternen. Diese Sterne verändern ihre Helligkeit in regelmäßigen Abständen. Dieser Streifen schneidet die Hauptreihe im oberen Bereich in der Region der Klasse A und F Sterne, mit einer Masse von ein bis zwei Sonnenmassen (Delta-Scuti-Stern). Hauptreihensterne in dieser Region erfahren jedoch nur kleine Änderungen in der Helligkeit und sind demzufolge schwierig zu entdecken.

### Lebensdauer
Die Lebensdauer, die ein Stern auf der Hauptreihe verbringt, wird durch zwei Faktoren bestimmt. Der Gesamtbetrag der Energie, der durch Kernfusion von Wasserstoff erzeugt werden kann, ist beschränkt durch die Menge an verfügbarem Wasserstoff, der im Kern verarbeitet werden kann. Für einen Stern im Gleichgewicht muss die im Kern erzeugte Energie mindestens gleich der Energie sein, die über die Oberfläche abgestrahlt wird. Da sich die Leuchtkraft aus der Menge an Energie, die pro Zeitspanne ausgestrahlt wird, errechnet, kann die gesamte Lebensdauer in einer ersten Annäherung abgeschätzt werden durch die produzierte Gesamtenergie geteilt durch die Leuchtkraft des Sterns.

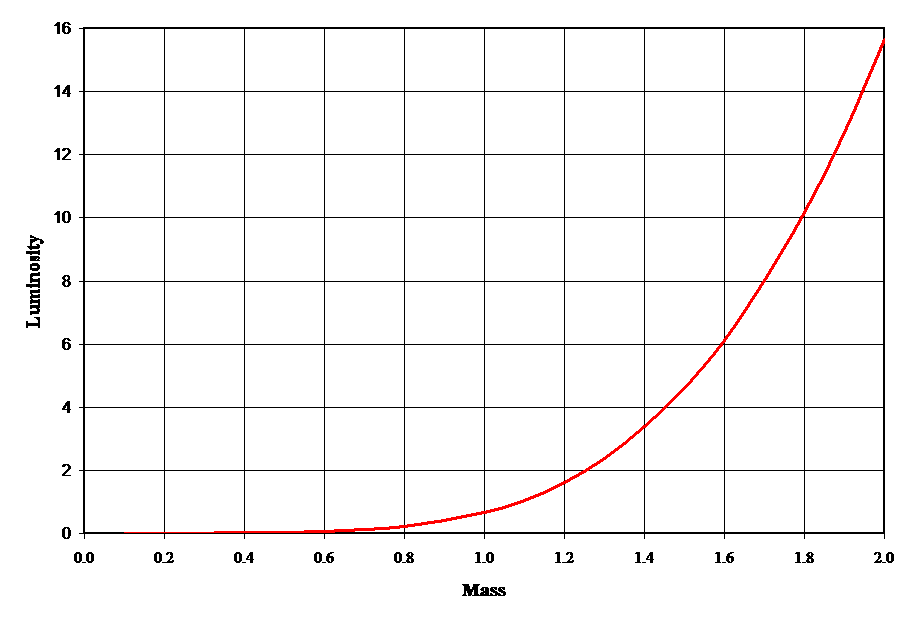
Dieses Diagramm gibt ein Beispiel der Masse-Leuchtkraft-Beziehung von Null-Alter-Hauptreihensternen. Die Masse und Leuchtkraft sind relativ zur heutigen Sonne angegeben.

Unsere Sonne ist seit ungefähr 4,6 Milliarden Jahren ein Hauptreihenstern und wird es für weitere 6,4 Milliarden Jahre bleiben. Dies ergibt eine gesamte Lebenszeit auf der Hauptreihe von 11 Milliarden Jahren. Nachdem der Wasserstoff im Kern aufgebraucht ist, wird sie expandieren, ein Roter Riese werden und dabei Heliumatome zu Kohlenstoff fusionieren. Weil der Energieausstoß bei der Heliumfusion pro Masseneinheit nur ein Zehntel des Energieausstoßes des Wasserstoff-Prozesses beträgt, wird dieses Stadium nur 10 % der aktiven Lebenszeit des Sterns betragen. Deshalb sind im Durchschnitt etwa 90 % der beobachteten Sterne auf der Hauptreihe. Im Durchschnitt folgen die Hauptreihensterne einem empirischen Masse-Leuchtkraft-Gesetz.
Die Leuchtkraft (L) eines Sterns hängt näherungsweise mit der Gesamtmasse (M) zusammen wie in der folgenden Gleichung:
{\displaystyle {\begin{matrix}L\ \propto \ M^{\frac {7}{2}}\end{matrix}}}
Die Menge an Brennstoff, der für die Kernfusion verfügbar ist, ist proportional zu der Masse des Sterns. Deshalb kann die Lebensdauer eines Sterns der Hauptreihe geschätzt werden, indem man ihn mit der Sonne vergleicht:
{\displaystyle {\begin{matrix}\tau _{ms}\ \sim \ 10^{10}{\text{Jahre}}\cdot \left({\frac {M}{M_{\bigodot }}}\right)\cdot \left({\frac {L_{\bigodot }}{L}}\right)\ =\ 10^{10}{\text{Jahre}}\cdot \left({\frac {M_{\bigodot }}{M}}\right)^{\frac {5}{2}}=\ 10^{10}{\text{Jahre}}\cdot \left({\frac {L_{\bigodot }}{L}}\right)^{\frac {5}{7}}\end{matrix}}}
wobei M und L die Masse und die Leuchtkraft des Sterns sind, oder {\displaystyle {\begin{smallmatrix}M_{\bigodot }\end{smallmatrix}}} ist eine Sonnenmasse, {\displaystyle {\begin{smallmatrix}L_{\bigodot }\end{smallmatrix}}} ist die Sonnenleuchtkraft und {\displaystyle \tau _{ms}} ist die geschätzte Lebenszeit des Sterns auf der Hauptreihe.
Dies ist ein unerwartetes Ergebnis, da massereichere Sterne mehr Brennstoff haben und man deswegen annehmen könnte, dass sie länger brennen. Stattdessen leben die leichtesten Sterne mit einer Masse von einem Zehntel der Sonne über eine Billion Jahre. Für die massereichsten Sterne passt diese Masse-Leuchtkraft-Beziehung kaum zur geschätzten Lebensdauer, welche nur einige Millionen Jahre beträgt. Eine genauere Darstellung ergibt eine unterschiedliche Funktion für unterschiedliche Massebereiche.
Die Masse-Leuchtkraft-Beziehung hängt davon ab, wie effizient Energie vom Kern zur Oberfläche transportiert werden kann.
Eine höhere Opazität hat eine isolierende Wirkung, so dass mehr Energie im Kern verbleibt. So muss ein Stern gleicher Masse nicht so viel Energie aufbringen, um im hydrostatischen Gleichgewicht zu verbleiben.
Im Gegensatz dazu führt eine niedrigere Opazität dazu, dass Energie schneller entweicht und der Stern mehr Brennstoff verbrauchen muss, um im Gleichgewicht zu bleiben. Zu beachten ist allerdings, dass eine ausreichend hohe Opazität dazu führt, dass der Energietransport über Konvektion geschieht und sich dadurch die Bedingungen ändern, um im Gleichgewicht zu bleiben. In einem massereichen Hauptreihenstern ist die Opazität dominiert durch die Streuung von Elektronen, welche bei steigenden Temperaturen annähernd konstant bleibt. Deshalb erhöht sich die Leuchtkraft nur zur dritten Potenz der Sternenmasse. Für Sterne unterhalb eines Zehntels der Sonnenmasse wird die Opazität abhängig von der Temperatur, so dass sich die Leuchtkraft nahezu zur vierten Potenz der Masse des Sterns verhält. Für sehr massearme Sterne tragen auch Moleküle in der Sternatmosphäre zur Opazität bei. Unterhalb einer halben Sonnenmasse verändert sich die Leuchtkraft zur 2,3. Potenz der Masse, was im Diagramm in einer Abflachung des Graphen resultiert. Diese Verbesserungen sind jedoch weiterhin nur eine Annäherung an die Realität, und die Leuchtkraft-Masse-Beziehung kann sich auch abhängig von der Sternzusammensetzung ändern.

### Entwicklungswege während der Hauptreihenphase

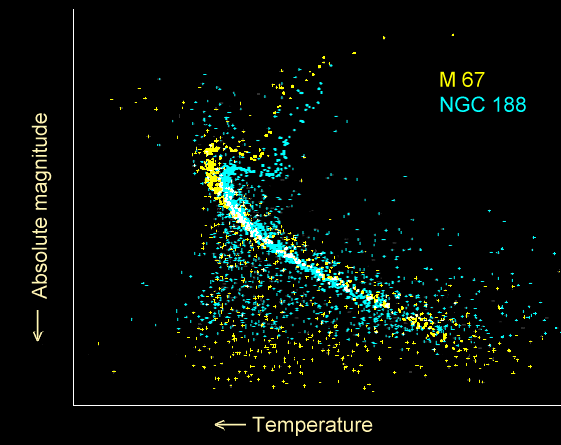
Dieses Bild zeigt ein Hertzsprung-Russell-Diagramm für zwei offene Sternhaufen. NGC 188 (blau) ist der ältere der beiden und zeigt ein früheres Abknicken von der Hauptreihe als M67 (gelb).

Sobald ein Hauptreihenstern seinen Wasserstoff im Kern verbrannt hat, wird durch den Verlust der Energieerzeugung der gravitative Kollaps wieder aufgenommen. Hier gibt es zwischen Sternen Unterschiede in Abhängigkeit davon, ob der p-p-Zyklus oder CNO-Zyklus dominiert hat.
Bei Sternen mit CNO-Zyklus sorgt die Konvektion für einen gleichmäßigen Anstieg des Heliumanteils im Kern, womit sich die mittlere Atommasse erhöht, was normalerweise mit einem Dichte- und Temperaturanstieg im Kern verbunden wäre. Wegen der starken Temperaturabhängigkeit des CNO-Zyklus ist aber nur eine geringe Temperaturerhöhung möglich, um die Fusionsrate nicht zu stark ansteigen zu lassen, die Fusion agiert im Stern gewissermaßen wie ein Thermostat. Wegen des idealen Gasgesetzes muss dabei der Druck im Kern etwas sinken und wegen des hydrostatischen Gleichgewichtes des Sterns aber auch in der Hülle – das bedeutet Ausdehnung während der Hauptreihenphase um den Faktor 2–3 bei gleichzeitiger Abkühlung. Der Entwicklungsweg solcher Sterne führt zunächst weg von der ZAMS zu höheren Leuchtkräften bei niedrigeren Temperaturen und deutlich größerem Durchmesser. Ist der Wasserstoff aufgebraucht, passiert das gleichzeitig im gesamten Kern und der Stern strahlt mehr Energie ab, als er im Kern nachliefern kann. Um im Gleichgewicht zu bleiben, schrumpft nun der gesamte Stern, womit sich seine Oberflächentemperatur wieder signifikant erhöht, der Stern bewegt sich nun solange in einem „blauen Haken“ wieder auf die Hauptreihe zu, bis außerhalb der nur aus 4He bestehenden Kernregion die Bedingungen für das Wiedereinsetzen der Kernfusion erreicht sind.
Sterne mit dominierendem p-p-Zyklus wie die Sonne besitzen wegen der geringeren Temperaturabhängigkeit des pp-Zyklus keine Konvektion im Kern. Folglich wandelt sich der Wasserstoff näher am Zentrum schneller in Helium um, als das weiter weg passiert und es gibt keine Durchmischung. Um im Gleichgewicht zu bleiben, muss der Kern beim p-p-Zyklus seine Temperatur stärker erhöhen, als das beim CNO-Zyklus der Fall war, dementsprechend fällt der nötige Druckabfall geringer aus und der Stern inklusive seiner Hülle muss sich nicht so sehr ausdehnen, was zusätzlich durch den sich im Kern einstellenden Gradienten der mittleren Atommasse verstärkt wird. Der Entwicklungsweg solcher Sterne (Sonne) verläuft fast parallel zur ZAMS zu höheren Leuchtkräften und Oberflächentemperaturen hin bei fast konstantem Durchmesser. Wenn im Kern der Wasserstoff gegen Ende der Hauptreihenphase zur Neige geht (bei der Sonne im Alter von 9 Mrd. Jahren), geschieht das kontinuierlich von innen nach außen, wodurch sich ein langsam anwachsender isothermer Heliumkern ausbildet, welcher bis zu einer Masse von ungefähr 0,1 Sonnenmassen stabil ist. Der Stern kann solange noch im hydrostatischen Gleichgewicht bleiben, dehnt sich aber nun stark aus und kühlt ab bei weiter steigender Leuchtkraft. Der Entwicklungsweg verläuft nun weg von der ZAMS. Wenn der Heliumkern nun ~0,1 Sonnenmassen erreicht hat, beginnt der Kern langsam zu degenerieren (bei der Sonne im Alter von 10,7 Mrd. Jahren). Der Übergang zum Schalenbrennen verläuft hier kontinuierlich, der Entwicklungsweg zeigt keinen „blauen Haken“.
Der stärkere Temperaturanstieg im Kern von Sternen mit p-p-Zyklus führt dazu, dass Sterne im Massenbereich von ~1,1–1,3 Sonnenmassen im Laufe der Hauptreihenentwicklung in den CNO-Zyklus wechseln und einen konvektive Kern entwickeln. Der Entwicklungsweg verläuft daher erst parallel zur ZAMS, beim Einsetzen des CNO-Zyklus weg von der ZAMS mit einem „blauen Haken“ (wie oben beschrieben).

### Entwicklung masseärmerer Sterne zum Roten Riesen
Bei allen Sternen mit ~0,7–2,5 Sonnenmassen verläuft nun die Entwicklung sehr ähnlich. Der den Kern umgebende Wasserstoff erreicht die notwendige Temperatur und den Druck, um zu fusionieren. Dadurch bildet sich eine wasserstoffbrennende Schale um den Heliumkern. Als Folge dieser Änderungen dehnt sich die äußere Hülle aus, die Temperatur sinkt und der Stern verwandelt sich langsam über das Unterriesenstadium in einen Roten Riesen. Das Schalenbrennen hinterlässt nun das erzeugte Helium auf dem Kern, der dadurch immer schwerer und dichter wird. Dadurch baut sich ein immer größerer Dichtesprung zwischen dem schwerer und kleiner/dichter werdendem Heliumkern und der darüberliegenden Hülle auf. Der CNO-Zyklus läuft nun in einer immer dünner werdenden Schicht über dem Kern bei immer höheren Temperaturen ab, wodurch die Energieerzeugung dramatisch ansteigt. Damit über dem Kern der Stern im Gleichgewicht bleiben kann, muss sich die Hülle ausdehnen: Der Stern ist nun auf dem Roten Riesenast angekommen.
Wenn der Kern ~0,45 Sonnenmassen erreicht hat, hat H-brennende Schale nur noch ~0,001 Sonnenmassen bei einer Temperatur von 100 Millionen Kelvin. Der Stern hat jetzt unabhängig von seiner Anfangsmasse eine Leuchtkraft von dem ~2000-fachen der Sonne. Dadurch erreicht der Kern eine Temperatur, bei der es möglich wird, dass Kohlenstoff aus Helium über den Drei-Alpha-Prozess erzeugt wird. Das Heliumbrennen startet hier explosionsartig mit einem Helium-Blitz.

### Entwicklung massereicherer Sterne
Bei Sternen mit mehr als ~2,2…2,5 Sonnenmassen entsteht kein degenerierter Heliumkern, der Kern erreicht die Bedingungen für das Heliumbrennen vorher. Somit gibt es hier keinen Helium-Blitz.

### Entwicklung in Sternhaufen
Sobald sich ein Sternhaufen zu einer bestimmten Zeit bildet, hängt die Lebensdauer der Sterne von ihrer individuellen Masse ab.
Die massereichsten Sterne werden die Hauptreihe zuerst verlassen, gefolgt von den Sternen mit weniger Masse. Dies geschieht in Abhängigkeit ihrer Position im HR-Diagramm, beginnend auf der linken Seite und sich nach rechts unten fortsetzend. Die Position der Sterne dieses Haufens, welche hier die Hauptreihe verlassen, ist bekannt als Abzweigpunkt. Sobald man die Lebensdauer von Sternen an diesem Punkt der Hauptreihe kennt, kann man das Alter dieses Sternhaufens abschätzen.

## Beispiele
| Spektralklasse | Farbe    | Einteilung    | Bezeichnung (ggf. nicht exklusiv) | Beispielstern   | Oberflächentemperatur | Typische Masse | Typischer Radius | Leuchtkraft   | Häufigkeit |
| -------------- | -------- | ------------- | --------------------------------- | --------------- | --------------------- | -------------- | ---------------- | ------------- | ---------- |
| O              | blau     | früh          |                                   | Zeta Ophiuchi   | >30.000 K             | >18,0 M☉       | >7,5 R☉          | >50.000,00 L☉ | 0,00003 %  |
| B              | blauweiß | früh          |                                   | Regulus A       | 10.000–30.000 K       | 05,0 M☉        | 03,5 R☉          | 0.00800,00 L☉ | ,000,12 %  |
| A              | weiß     | früh          |                                   | Sirius, Wega    | 07.500–10.000 K       | 01,9 M☉        | 01,8 R☉          | 0.00012,00 L☉ | ,000,61 %  |
| F              | weißgelb | sonnenähnlich |                                   | Theta Bootis    | 06.000–07.500 K       | 01,4 M☉        | 01,5 R☉          | 0.00004,00 L☉ | 0003,03 %  |
| G              | gelb     | sonnenähnlich | Gelber Zwerg                      | Sonne           | 05.300–06.000 K       | 01,0 M☉        | 01,0 R☉          | 0.00001,00 L☉ | 007,65 %   |
| K              | orange   | spät          |                                   | Epsilon Eridani | 03.900–05.300 K       | 00,7 M☉        | 00,7 R☉          | 0.00000,20 L☉ | 012,14 %   |
| M              | rot      | spät          | Roter Zwerg                       | Gliese 581      | 02.300–03.900 K       | 00,3 M☉        | 00,3 R☉          | 0.00000,01 L☉ | 076,46 %   |